# Référentiel foncier unifié
Le Référentiel foncier unifié (RFU) est un référentiel géographique géoréférencé à résolution centimétrique entrepris en France par l'Ordre des géomètres-experts. Sa mise en production date du 1er juillet 2010.
Produit sur l'ensemble du territoire (métropole et DOM), le RFU peut être visualisé sur le portail Géofoncier.

## Description du référentiel
Le RFU se compose de deux couches de données complémentaires :
- Une couche "limites" décrivant les limites foncières définies par les géomètres-experts,
- Une couche "sommets" décrivant les points de définitions des limites foncières définies par les géomètres-experts.